# Ted DiBiase Jr.
Theodore Marvin "Ted" DiBiase, Jr. (* 8. November 1982 in Clinton, Mississippi) ist ein US-amerikanischer Wrestler.
Seine bisher größten Erfolge sind der zweifache Erhalt des WWE World Tag Team Titels sowie der Million Dollar Championship, welche allerdings nicht als offizieller Titel geführt wird.
Ted DiBiase Jr. ist ein Wrestler in der dritten Generation. Bereits sein Stiefgroßvater „Iron“ Mike DiBiase, seine Großmutter Helen Hild und sein Vater "The Million Dollar Man" Ted DiBiase waren im Wrestlinggeschäft tätig. Ebenso arbeiten seine beiden Brüder Mike und Brett an einer Wrestlingkarriere.

## Leben

### Jugend und Anfänge im Wrestling
DiBiase wuchs in Clinton (Mississippi) auf und besuchte die Morrison Heights Baptist Church. 2001 wurde er Absolvent der Clinton High School, auf der er als Quarterback in der Football-Mannschaft eingesetzt wurde. Danach ging er auf das Mississippi College, wo er im Jahre 2005 seinen Bachelor in Betriebswirtschaftslehre machte.
Nach ihrer schulischen Laufbahn entschieden sich Ted und sein älterer Bruder Mike in die Fußstapfen ihres Vaters zu treten und begannen jeweils eine Wrestling-Karriere. Beide erhielten einen Platz in der Wrestling-Akademie von Harley Race. Ted und Mike DiBiase debütierten am 8. Juli 2006 für World League Wrestling in Eldon (Missouri). Kurze Zeit später trat Ted auch einige Male in Japan für Pro Wrestling NOAH auf.

### WWE
Im Juli 2007 unterschrieb DiBiase einen Entwicklungsvertrag bei World Wrestling Entertainment und wurde dort zunächst in die Trainings-Liga Florida Championship Wrestling (FCW) geschickt. Dort durfte er am 18. Dezember 2007 den FCW Southern Heavyweight Championship erhalten, den er aber aufgrund einer Verletzung nicht weiter verteidigen konnte und daraufhin wieder abgeben musste.
Bei der RAW-Ausgabe vom 26. Mai 2008 gab DiBiase sein TV-Debüt als ein Heel, wobei er gleich die damaligen World Tag Team Champions, Cody Rhodes und Hardcore Holly herausforderte. Beim PPV Night of Champions erhielt DiBiase den World Tag Team Championship in seinem ersten Kampf in der WWE. Im Verlauf des Kampfes ließ man Rhodes sich gegen seinen Partner Holly wenden und sich als DiBiase's unbekannten Partner zu erkennen geben. Innerhalb einer folgenden Storyline mussten DiBiase und Rhodes die Titel am 4. August an Batista und John Cena abgeben. Beim geplanten Rückkampf eine Woche später, am 11. August, durften sie die Titel dann erneut erlangen. Im Zuge einer Fehde gegen CM Punk und Kofi Kingston, mussten sie am 27. Oktober 2008 die Titel erneut abgeben. Im Jahr 2009 bildete er zusammen mit Randy Orton und Cody Rhodes (Sohn von Dusty Rhodes) die Gruppierung Legacy. Jedoch attackierten Rhodes und er Randy Orton plötzlich in den Wochen vor Wrestlemania, was zu einem Triple Threat Match der drei führte. In diesem Match zerstritten sich jedoch auch Rhodes und er, was zum endgültigen Split des Stables führte. Dieses Match konnte Randy Orton für sich entscheiden.
Am 26. April 2011 wurde er durch den WWE Draft 2011 in den SmackDown-Roster gewechselt. Seit dieser Zeit trat DiBiase vor allem bei kleineren Veranstaltungen der Promotion auf und war selten in den für das Fernsehen produzierten Shows zu sehen. Am 27. August 2013 gab DiBiase schließlich bekannt, seinen Vertrag vorläufig nicht verlängern zu wollen und sich seinem Familienleben zu widmen.

## Titel
- Florida Championship Wrestling

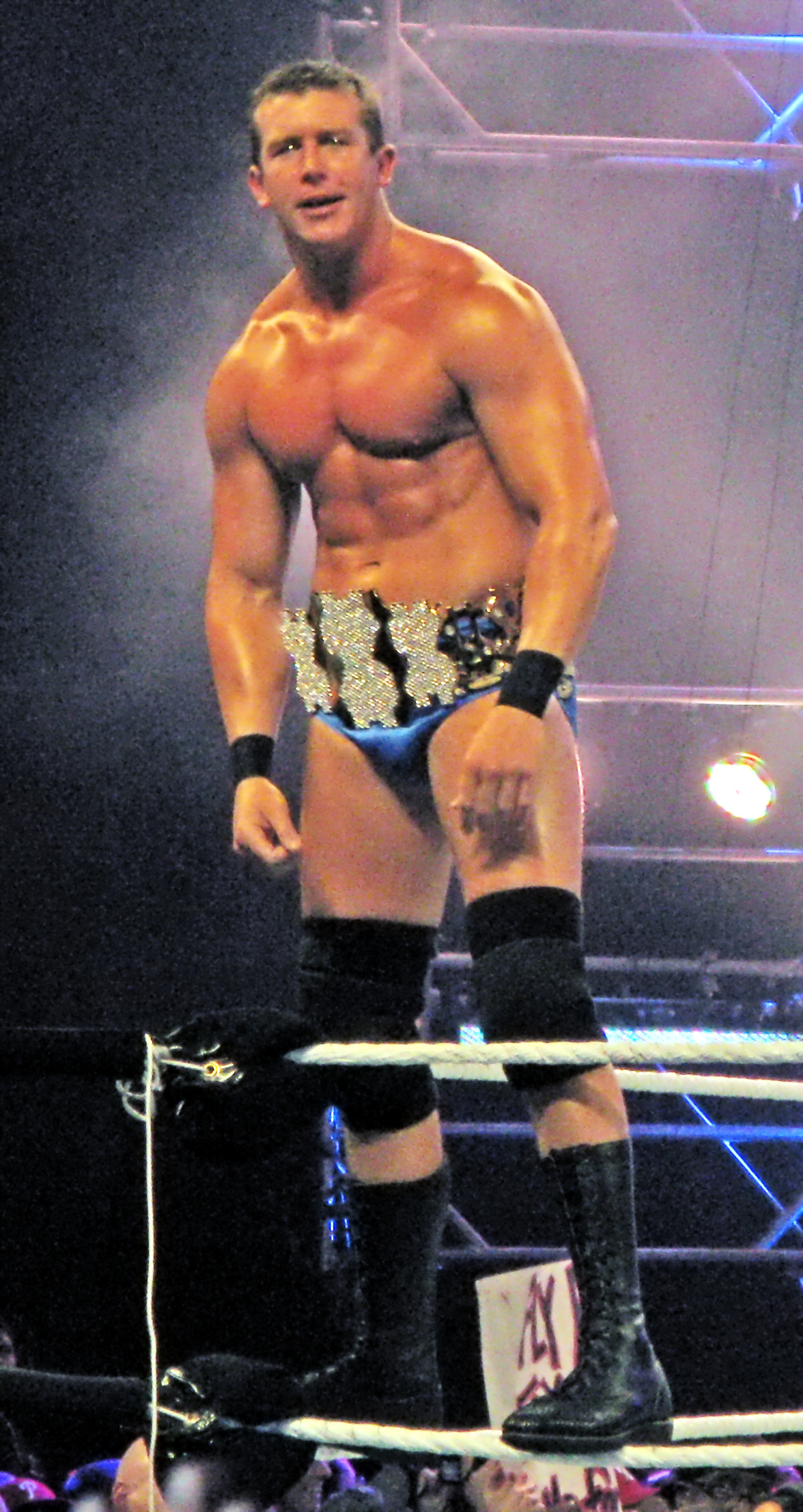
DiBiase mit dem Million Dollar Titel.

- 1× FCW Southern Heavyweight Championship

- Fusion Pro Wrestling

- 1× FPW Tag Team Championship – mit Mike DiBiase II

- WWE

- 2× World Tag Team Championship – mit Cody Rhodes
- 1× Million Dollar Championship (kein offizieller Titel)

## Schauspielkarriere
DiBiase ist auch als Schauspieler aktiv. 2009 übernahm er die Hauptrolle in dem Actionfilm The Marine 2.